# خیرآباد (بخش مرکزی شهرستان سرباز)
خیرآباد روستایی در دهستان سرباز بخش مرکزی شهرستان سرباز استان سیستان و بلوچستان ایران است.

## جمعیت
بر پایه سرشماری عمومی نفوس و مسکن در سال ۱۳۹۵ جمعیت این روستا ۱۱۴ نفر (۳۱خانوار) بوده‌است.